# Laura Asadauskaitė
Laura Asadauskaitė-Zadneprovskienė (Vilnius, 28 de fevereiro de 1984) é uma atleta lituana, campeã olímpica, mundial e recordista mundial do pentatlo moderno. Venceu a prova nos Jogos Olímpicos de Londres 2012 e no Campeonato Mundial de 2013, em Kaohsiung, Taiwan.

## Carreira
Na infância foi bandeirante, cantora de coral e aos 15 anos recebeu a oferta de trabalhar com modelo, mas descobriu não ser a carreira que queria e passou a dedicar-se aos esportes. Começou com a natação, onde foi campeã juvenil da Lituânia, mas seu objetivo era ser uma grande atleta de patinação artística no gelo, o que não conseguiu pela dificuldade de treinar em rinques de patinação. Além da natação, começou a praticar atletismo, descobrindo sua vocação para a corrida que ela considera seu esporte mais forte no pentatlo.
Depois de conquistar medalhas nos Campeonatos Europeus de 2007 e 2008, ficou em 15º nos Jogos Olímpicos de Pequim 2008. No ciclo olímpico seguinte, foi três vezes campeã europeia, individual e por equipes, e vice-campeã mundial no torneio disputado em Londres em 2009. Ficou com o bronze individual e por equipes no Mundial de Moscou em 2011, e atingiu o auge da carreira com o título olímpico em 2012 e o título mundial em Kaohsiung 2013.
No Campeonato Mundial de 2014, em Varsóvia, ficou em quinto lugar e neste mesmo ano foi campeã da Kremlin Cup em Moscou. Em 2015 ficou em 11º no Mundial de Berlim e foi campeã europeia em Bath, na Grã-Bretanha, seu primeiro retorno ao país depois da medalha de ouro olímpica. Usando de sua conhecida velocidade na corrida, Laura saiu do 11º lugar no início do combinado (tiro+corrida) para vencer a prova tirando 59s de diferença para a líder da prova até aquele momento.
Em março de 2016 quebrou o recorde mundial do pentatlo moderno feminino com 1417 pontos, na terceira etapa da World Cup disputada em Roma, na Itália. Nos Jogos Olímpicos da Rio 2016, entretanto, ficou apenas em 31º lugar, com um total de 1072 pontos, depois que seu cavalo refugou o salto por quatro vezes durante o hipismo o que a impediu de marcar qualquer ponto nesta etapa. Mesmo com esta colocação, durante a parte final da competição ela quebrou o recorde olímpico do combinado tiro+corrida, com o tempo de 12min01s.
Em Tóquio 2020 conquistou uma medalha de prata, sua segunda medalha olímpica, aos 37 anos de idade.
Laura tem um total de nove medalhas de ouro individuais em World Cups, a última delas conseguida em maio de 2017 na etapa da Hungria.

## Vida pessoal
Formada pela Universidade de Educação da Lituânia, ela é casada com o também pentatleta lituano Andrejus Zadneprovskis, bicampeão mundial e duas vezes medalhista olímpico, e tem uma filha nascida em 2010, Adriana. Por sua vitória nos Jogos Olímpicos, recebeu do governo lituano um prêmio em dinheiro de €116.000 euros, um carro BMW zero quilômetro e foi condecorada com a Grã Cruz da Ordem do Mérito da Lituânia no grau de Cavaleiro.
Tem uma opinião pessoal sobre o Rio de Janeiro, onde competiu nos Jogos Olímpicos, de ser "a mais espetacular cidade que já conheceu no mundo" e que a natureza e o visual da cidade "são de tirar o fôlego".